# Santa Maria Codifiume
Santa Maria Codifiume is een plaats (frazione) in de Italiaanse gemeente Argenta. Het ligt aan de linkeroever van de rivier de Rijn en hoewel het deel uitmaakt van de gemeente Argenta, is het gericht op het stadje Molinella in de provincie Bologna, dat slechts 5 km verderop ligt.